# Jüdischer Friedhof Niederhofheim

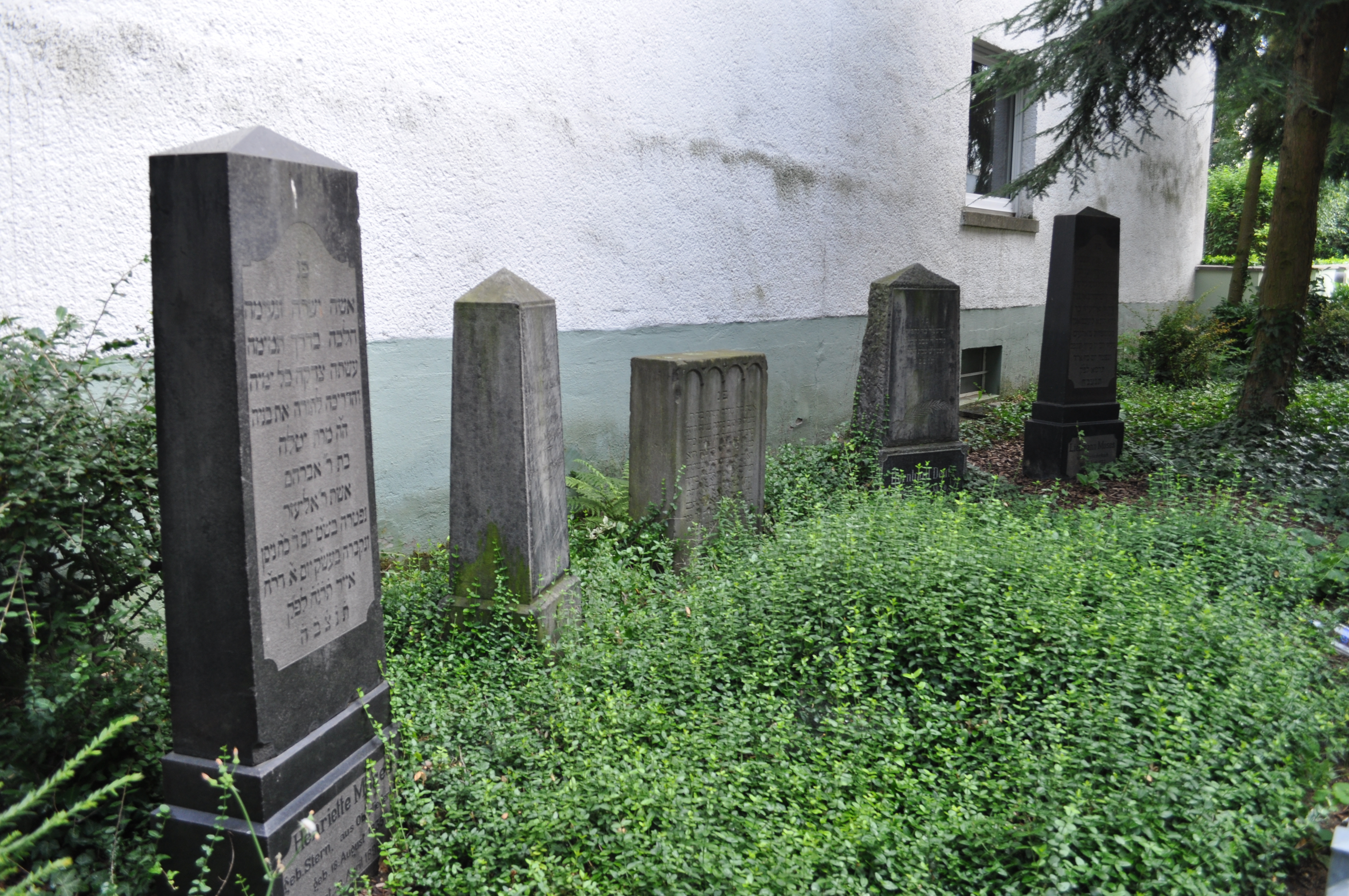
Grabsteine auf dem neuen Friedhof

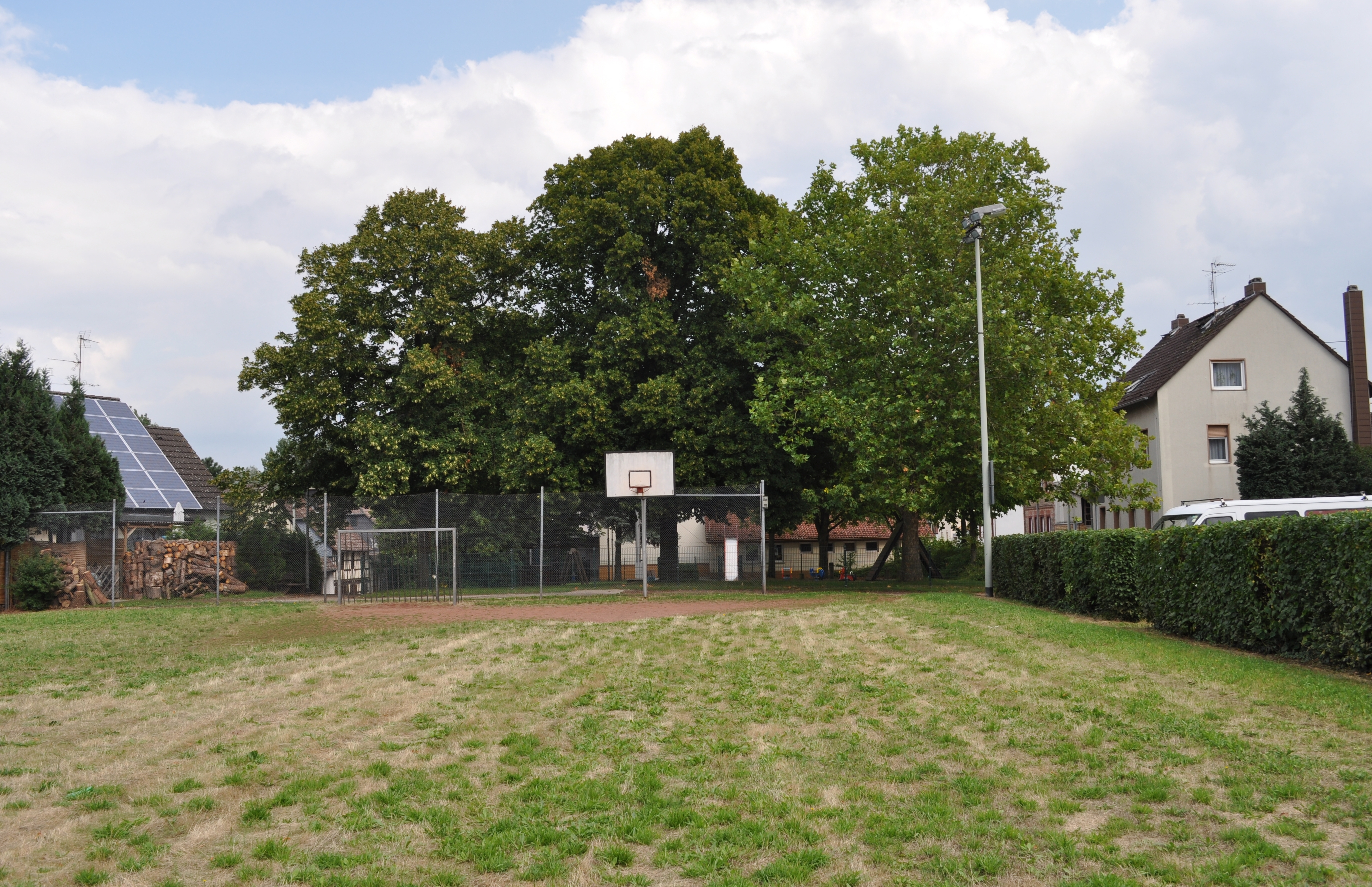
Sport- und Spielgelände auf dem Grundstück des alten Friedhofs

Der Jüdische Friedhof in Niederhofheim (Gemeinde Liederbach am Taunus, Main-Taunus-Kreis) ist die Begräbnisstätte der ehemaligen jüdischen Gemeinde des Ortes.

## Geschichte
Ein jüdischer Friedhof in Niederhofheim ist ab dem ersten Viertel des 17. Jahrhunderts nachweisbar. Das ursprünglich an der Feldstraße angelegte Areal diente den Gemeinden in Höchst am Main, Soden, Hofheim, Hattersheim und Okriftel als Begräbnisplatz. Er wurde 1873 geschlossen. Seine Fläche umfasste zu diesem Zeitpunkt 0,22 ha. Das Gelände wurde in der Zeit des Nationalsozialismus abgeräumt und planiert. Nach der Rückübertragung an die Jüdische Restitutionsnachfolger-Organisation (JRSO) nach dem Zweiten Weltkrieg verkaufte sie das Grundstück an die Gemeinde Niederhofheim, die hier einen Sport- und Spielplatz anlegte.
Geokoordinate alter Friedhof: 50° 7′ 22,2″ N, 8° 28′ 46,8″ O
Nachdem ab 1873 ein neu errichteter Friedhof in Soden als Begräbnisplatz gedient hatte, legte die jüdische Gemeinde von Niederhofheim für ihre Verstorbenen 1879 einen neuen Friedhof am Liederbach an. Die Gemeinde bestand bis 1925, zehn Jahre später verließ mit der Familie Hirsch die letzte jüdische Familie den Ort. Auch das Gelände des neuen Friedhofs wurde im Dritten Reich abgeräumt. Erhalten sind fünf Grabsteine. Sie sind nach dem Abriss der Synagoge in den Jahren 1962/63 das wichtigste Zeugnis der ehemals großen jüdischen Gemeinde Niederhofheims. Daneben sind noch vier Grabsteine des alten Friedhofs erhalten. Alle neun Steine sind auf einem Grünstreifen am Rande des ehemaligen neuen Friedhofs aufgestellt.
Geokoordinate neuer Friedhof: 50° 7′ 16,7″ N, 8° 29′ 6,5″ O